# You Are the Sunshine of My Life
You Are the Sunshine of My Life är en sång skriven av Stevie Wonder, och lanserad av honom 1972 på albumet Talking Book. I mars 1973 släpptes den som vinylsingel och kom att bli hans tredje låt att nå förstaplatsen på amerikanska Billboard Hot 100-listan.
Låten nominerades senare till tre Grammys och vann i kategorin "bästa popframförande av manlig sångare". Den var även nominerad i kategorierna "årets låt" och "årets inspelning".
Låten är listad som #287 i magasinet Rolling Stones lista The 500 Greatest Songs of All Time.
1978 spelade Lill Lindfors in en svensk version av låten, kallad "Du är det varmaste jag har".

## Listplaceringar
- Billboard Hot 100, USA: #1[3]
- UK Singles Chart, Storbritannien: #7[4]
- RPM, Kanada: #5[5]
- Tyskland: #42[6]
- Nederländerna: #23[7]